# Pascal (langage)
Pour les articles homonymes, voir Pascal.
Pascal est un langage de programmation impératif conçu pour l'enseignement.
Il se caractérise par une syntaxe claire, rigoureuse et facilitant la structuration des programmes.
En dehors de la syntaxe et de sa rigueur, le langage Pascal possède des points communs avec le C (voir les pointeurs), le Java (le PCode de 1977 avec UCSD Pascal) et le C++ (orienté objet). Le langage Pascal de base était conçu à usage purement éducatif et était assez limité. Par exemple, les chaînes de caractères, absentes du langage d'origine, ont rapidement été intégrées,.
Les développements qu'il a connus par la suite en ont fait un langage complet et efficace. Plus récemment, la généricité a été ajoutée dans Delphi 2009 et dans Free Pascal depuis la version 2.2,.
Le système d'exploitation Domain/OS (en) des ordinateurs Apollo, ainsi qu'une partie du système du Macintosh ont été écrits en Pascal. La première version d'Adobe Photoshop également. Le compilateur GCC a été développé par Richard Stallman à partir d'un compilateur du LLNL, qui était écrit en langage Pastel, une extension du langage Pascal.
La syntaxe du langage a été adaptée à d'autres langages comme Ada, Modula-2 (puis Modula-3) ou Oberon.

## Présentation et histoire

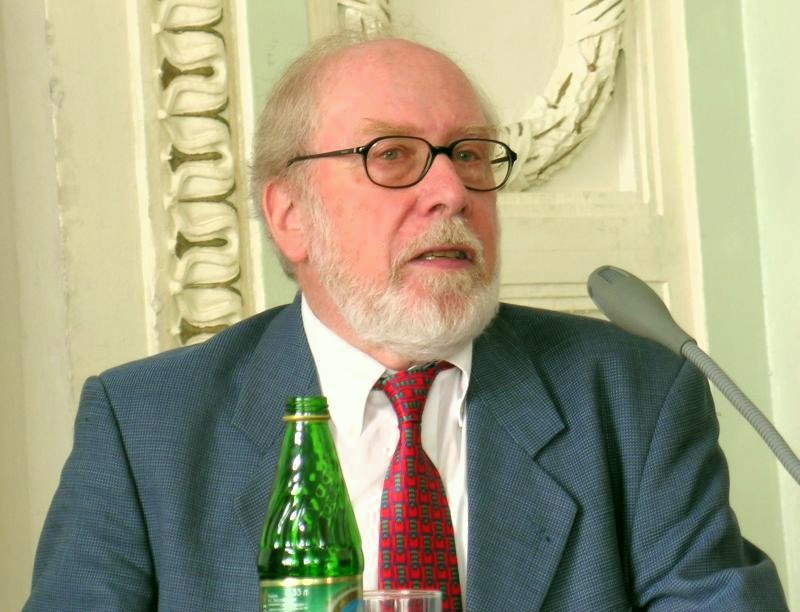
Niklaus Wirth, créateur du langage de programmation "Pascal", lors de sa visite de la Ural State University

Le langage de programmation Pascal (dont le nom vient du mathématicien français Blaise Pascal) a été inventé par Niklaus Wirth dans les années 1970 avec l'aide d'un de ses étudiants, Urs Amman. Il a été conçu pour servir à l'enseignement de la programmation de manière rigoureuse mais simple, en réaction à la complexité d'Algol 68. Le premier compilateur a été conçu sur un CDC 6400,.
Le compilateur UCSD Pascal, de l'université de Californie à San Diego, eut beaucoup de succès, notamment sur des machines comme l'Apple II qui furent très diffusées.
Des compilateurs ont été produits pour divers ordinateurs, notamment des fabricants Sun, HP, SGI, CDC, IBM, Unisys, Texas Instruments.
Le Pascal a fait l'objet des normes ISO 7185 (1983) et ISO 10206 (1990).

## Les fichiers sources
Avant l'apparition des bibliothèques, Turbo Pascal permettait d'utiliser des Overlay (en), technique habituelle sous DOS pour les programmes de grande taille.

## Le Turbo Pascal

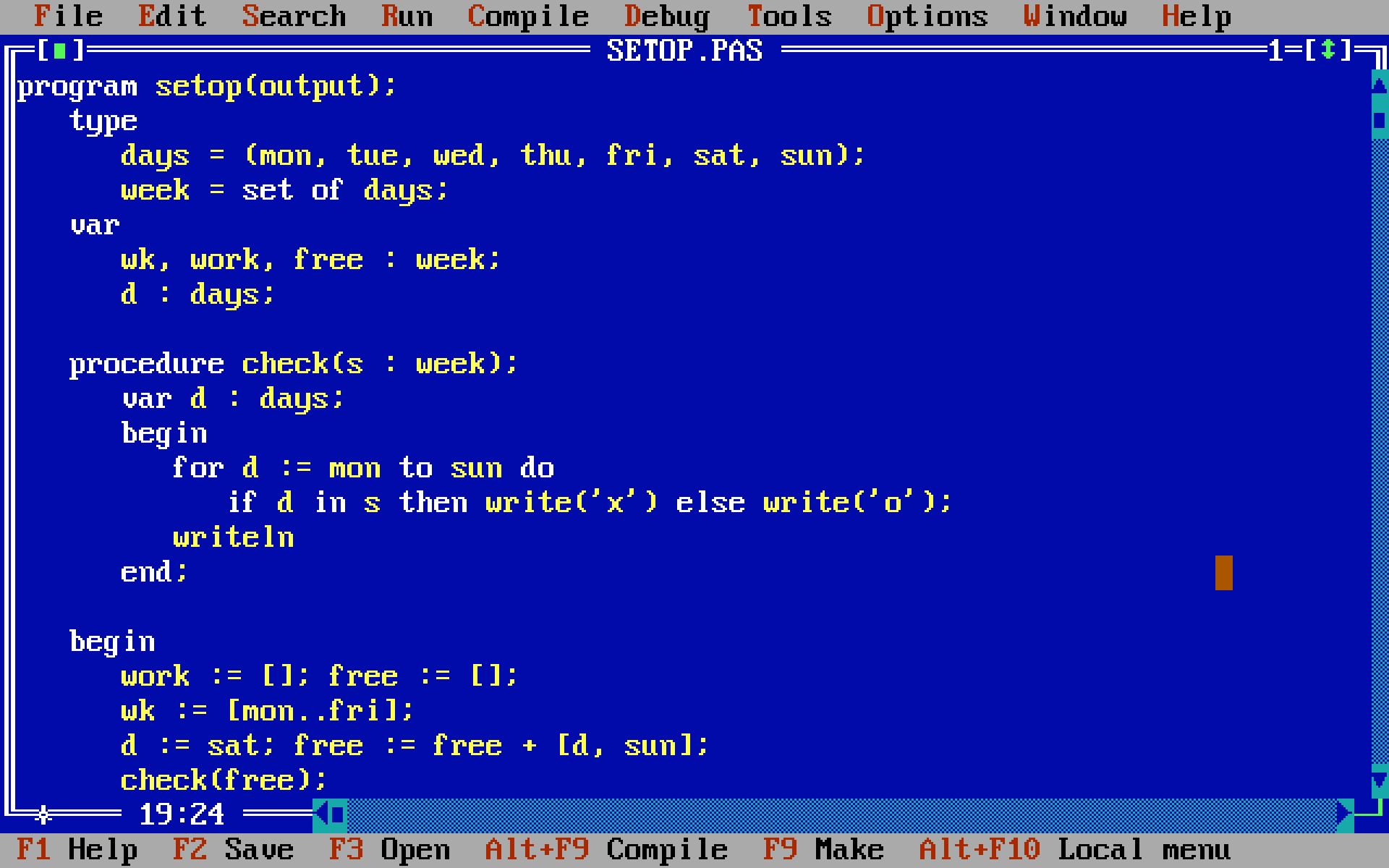
Un exemple de code Pascal en cours d'édition dans l'IDE Turbo Pascal 7.0.

Le logiciel Turbo Pascal a été écrit par Anders Hejlsberg, : il s'est appelé auparavant Compass Pascal, puis Poly Pascal. Très compact (12 kilooctets) et très rapide car travaillant essentiellement en mémoire vive, il compilait en une passe et produisait du code machine x86 sous DOS et non pas du bytecode. Il était livré avec un environnement complet (un éditeur de texte et une aide en ligne, innovation à l'époque, particulièrement compacte grâce à un système de substitution).

## Un exemple de code:Hello World
```
program
 
HelloWorld
(
output
)
;

begin

  
writeln
(
'Hello World'
)
;

  
readln
;

end
.

```

## Compilateurs
Parmi les compilateurs encore utilisés aujourd'hui (2013), on peut citer :
- Free Pascal avec son compilateur fpc et souvent avec l'environnement de développement libre RAD Lazarus, vise à la meilleure compatibilité possible avec Delphi et Turbo Pascal. Il existe sur plusieurs plateformes, facilitant le portage d'un programme d'un environnement à un autre.
- Delphi, compilateur et environnement de développement « RAD » commercial. Les versions récentes de Delphi fonctionnent sur Windows et MacOS X. Au début des années 2000, Borland a tenté  pour Linux, Kylix, qui n'a pas eu le succès escompté. Kylix utilisait la CLX, framework ressemblant à la VCL, mais utilisable sur les deux systèmes d'exploitation. Dans Delphi XE2, Embarcadero a introduit le même principe de compatibilité entre systèmes, avec FireMonkey (en)
- GNU Pascal, dont le but est la compatibilité avec la norme ISO : il implémente complètement l'ISO 7185, et en grande partie l'ISO 10206. Son développement n'est plus actif depuis 2006.

## Critique du langage
En 1981, Brian Kernighan et Phillip J. Plauger (en) publient le livre Software Tools in Pascal, réédition de leur ouvrage précédent, Software Tools, publié en 1976, et qui employait le langage Rational Fortran (en). Le but était de fournir, en langage Pascal, des programmes complets et utiles, bien documentés, et montrant comment écrire de « bons » programmes.
À noter que Niklaus Wirth avait publié en 1979 une collection de programmes visant un objectif similaire.
Les Software Tools étaient écrits dans le langage défini par l'ouvrage de Kathleen Jensen et Niklaus Wirth, Pascal User Manual and Report de 1978, et par la proposition de standard ISO.
La même année, Brian Kernighan publia l'article Why Pascal is not my Favourite Language, dans lequel il dénonçait les défauts qu'il voyait dans le langage, et qui selon lui empêchaient de l'utiliser pour de la « programmation sérieuse ». L'article partait de son expérience avec l'ouvrage précédent, et de la comparaison qu'il avait pu faire avec le C, dont il assurait par ailleurs la promotion - le livre The C Programming Language, coécrit avec Dennis Ritchie, était sorti en 1978
.
Parmi les aspects contestés dans cet article, l'un d'eux rendait la programmation en Pascal particulièrement compliquée : le typage des tableaux, et par voie de conséquence, le typage des chaînes de caractères également. En effet, les dimensions des tableaux font partie du type, en Pascal, ce qui empêche de passer à une fonction des tableaux de taille variable (ou des chaînes de taille variable). Contourner le problème oblige soit à écrire de multiples versions des fonctions qui prennent des tableaux en paramètres, soit à utiliser un type tableau de la taille maximum estimée. Cette dernière « astuce » était fréquemment utilisée dans ce langage ; c'est ainsi que les programmes des Numerical Recipes in Pascal y font systématiquement appel.
Cet inconvénient, toujours présent dans la version définitive du langage ISO 7185 de 1983, était bien connu dans le milieu de l'analyse numérique. Ainsi, lors de la Conference on the Programming Environment for Development of Numerical Software, organisée en 1978 par le Jet Propulsion Laboratory et l'ACM SIGNUM, une des présentations montrait l'utilisation possible du Pascal en analyse numérique, et pointait ce problème de passage de tableau, en proposant une syntaxe alternative destinée à être intégrée à une version ultérieure du standard. De fait, elle sera ajoutée en 1990 à l'ISO 10206 Extended Pascal. Ce dernier permet, via les schémas, de créer des types structurés de taille dynamique. De même en Extended Pascal, tous les types chaînes de caractères sont compatibles entre eux.

### Évolution de Pascal
Delphi et Free Pascal fournissent le type AnsiString, dont la dimension n'est pas limitée, et plus important pour ce qui nous préoccupe ici, ne fait pas partie du type. En réalité, ces chaînes sont des pointeurs dont la gestion est faite de façon transparente pour l'utilisateur.

## Descendance et Parenté
Au-delà des variations commerciales, un certain nombre d'utilisateurs Pascal soucieux de fiabilité sont passés soit au langage Portal, soit au langage Modula 2 et ses descendants, soit aux langages apparentés comme Ada 83, ou enfin aux langages objets comme Simula, Modula 3, Oberon ou Ada 95.

## Pascal dans l'enseignement

### En France
L'enseignement de l'informatique en classes préparatoires n'est introduit qu'en 1987, basé sur Pascal (plus précisément Turbo Pascal). Une bibliothèque (« MODULOG »), développée par l'ALESUP et l'IREM de Marseille, était également mise à disposition des lycées,,.
Avec la réforme de 1995, l'enseignement de l'informatique en prépa scientifique est séparé en un tronc commun, basé sur un logiciel de calcul formel, et une matière optionnelle en MPSI et MP basée, au choix, sur Pascal ou Caml. Le succès de ce dernier est tel qu'au « stage de Luminy » en 1997, seulement trois participants choisissent le Pascal.
Les prépas BCPST ont suivi un chemin similaire : le Pascal est introduit au programme en 1987, puis retiré au début des années 2000, au profit de MATLAB et Scilab. Le Pascal n'est plus proposé aux concours à partir de 2004.

#### Banques de données, dictionnaires et encyclopédies
- Notices d'autorité :   - BnF (données)
  - LCCN
  - Israël
  - Tchéquie